# Novomatviivske, Nova Odesa
Novomatviivske (în ucraineană Новоматвіївське) este un sat în comuna Kandîbîne din raionul Nova Odesa, regiunea Mîkolaiiv, Ucraina.

## Demografie
Componența lingvistică a localității Novomatviivske
     Ucraineană (86,84%)
     Rusă (8,77%)
     Română (3,95%)
Conform recensământului din 2001, majoritatea populației localității Novomatviivske era vorbitoare de ucraineană (86,84%), existând în minoritate și vorbitori de rusă (8,77%) și română (3,95%).